# Sigiliul statului Alabama, SUA

Marea stemă a statului Alabama (The Great Seal of Alabama)

Marele sigiliu al statului Alabama este sigiliul de stat al statului Alabama. A fost designat în 1817 de William Wyatt Bibb, guvernatorul Teritoriului Alabama (vedeți Alabama Territory) și ulterior primul guvernator al statului. Când Alabama a devenit cel de-al douăzeci și douălea stat al Uniunii, la 14 decembrie 1819, legislatura statului a adoptat stema teritoriului ca stemă a statului. 
Stema reproduce în mod predominant o hartă a statului indicând cele mai valoare resurse statale, râurile sale. Stema realizată de guvernatorul Bibbs a fost stemă oficială până în 1868, când a fost înlocuită de un desen care a iscat numeroase controverse, un vultur care ținea în ciocul său o panglică pe care scria "Here We Rest" (Aici ne odihnim).
Legislatura statului și guvernatorul Alabamei, Frank M. Dixon, au repus în drepturi "vechea" stemă a lui Bibbs în 1939. De atunci, a rămas neschimbată.